# Philagra fulvida
Philagra fulvida är en insektsart som beskrevs av Hermann Hacker 1926. Philagra fulvida ingår i släktet Philagra och familjen spottstritar. Inga underarter finns listade i Catalogue of Life.